# Воробйов Павло Сергійович
Павло Сергійович Воробйов (рос. Павел Сергеевич Воробьёв; 5 травня 1982, м. Караганда, СРСР) — російський хокеїст, правий нападник. Виступає за «Нафтохімік» (Нижньокамськ) у Континентальній хокейній лізі.

## Ігрова кар'єра
Вихованець хокейної школи «Локомотив» (Ярославль). Виступав за «Локомотив» (Ярославль), «Чикаго Блекгокс», «Норфолк Адміралс» (АХЛ), «Атлант» (Митищі), «Спартак» (Москва), «Сєвєрсталь» (Череповець), ХК МВД, «Югра» (Ханти-Мансійськ).
В чемпіонатах НХЛ — 57 матчів (10+15).
У складі національної збірної Росії провів 3 матчі (0+4); учасник EHT 2007. У складі молодіжної збірної Росії учасник чемпіонату світу 2001. У складі юніорської збірної Росії учасник чемпіонату світу 2000.
Досягнення
- Чемпіон Росії (2002, 2003), срібний призер (2010)
- Фіналіст Кубка Гагаріна (2010).